# سيكلس
سيكلُس (بالإنجليزية: Caeculus)‏ بطل إيطالي قديم عند الرومان، ابن فولكان Vulcan. اعتبر مؤسس البرينیست (الباليسترينا الحالي). ويوصف بأنه «ابن فولكان، ولد بين القطعان الريفية ووجد عند الموقد». وهو يتماثل مع رومولوس وريموس مؤسسي روما.